# 小郡市野球場
小郡市野球場（おごおりしやきゅうじょう）は、福岡県小郡市の小郡市運動公園内にある野球場である。高校野球の県大会などでも利用されている。また、1995年、こけら落としで、福岡ダイエーホークスが、広島東洋カープを迎えて、オープン戦を行い、福岡ソフトバンクホークスとなってからも、年に1試合程度、二軍の公式戦を行っている。他にも、読売ジャイアンツ対埼玉西武ライオンズの二軍公式戦が、2001年と2003年に行われた。
2008年・2009年は四国・九州アイランドリーグの福岡レッドワーブラーズが主催試合を開催していた。

## 概要
RC構造
- グラウンド面積：13,387m2
- 両翼：98m 中堅:122m
- 内野:黒土 外野:天然芝
- 収容人員：約13,000人（内野：約6,000人、外野：約7,000人）
- 照明：6基
- スコアボード：電光式

## 所在地
- 福岡県小郡市大保427番地の1

## 交通
- 西鉄天神大牟田線大保駅より徒歩10分。